# The Naked Truth
The Naked Truth – czwarty album studyjny amerykańskiej raperki Lil' Kim, wydany 27 września 2005, przez Atlantic. Album wydano w dniu, gdy raperka wylądowała w więzieniu w sprawie opłat za krzywoprzysięstwo.
Płyta zadebiutowała na 6. miejscu notowania Billboard 200, a 3. na Top R&B/Hip-Hop Albums. Sprzedała się w nakładzie 109.000 egzemplarzy od dnia premiery, jednak nie sprzedawała się tak dobrze jak poprzednie płyty, (tylko 400.000 egzemplarzy), lecz zdobyła przychylne recenzje. Niska sprzedaż albumu doprowadziła do zerwania umowy z Atlantic Records.

## Lista utworów
1. "Intro" - 0:39
2. "Spell Check" - 3:37
3. "Lighters Up" - 4:23
4. "Shut Up Bitch Intro" - 0:56
5. "Shut Up Bitch" - 4:39
6. "Whoa" - 4:08
7. "Slippin'" - 4:16
8. "Answering Machine Skit 1" - 2:27
9. "All Good" - 4:31
10. "I Know You See Me" - 3:53
11. "W.P.I.M.P. Skit" - 0:30
12. "Quiet" (featuring "The Game") - 4:02
13. "Durty" - 4:10
14. "Answering Machine Skit 2" - 2:23
15. "We Don't Give a F***" (featuring "Bun B" & "Twista") - 4:22
16. "Gimme That" (featuring "Maino") - 4:27
17. "Kitty Box" - 3:49
18. "Kronik" (featuring "Snoop Dogg") - 4:32
19. "Winners and Losers Skit" - 0:57
20. "Get Yours" (featuring "T.I." & "Sha-Dash") - 4:09
21. "Last Day" - 4:29
22. "Last Day Skit" - 5:30